# IKON
iKon (Hangul: 아이콘), estilizado como iKON, es una boyband surcoreana bajo 143 Entertainment. El grupo fue introducido en el programa de supervivencia de realidad WIN: Who is Next como "Team B." Después de eso, el Team B pasó a aparecer en el programa de supervivencia de realidad Mix & Match en 2014, que determinó la formación final de siete miembros de iKON: B.I, Bobby, Jinhwan, Junhoe, Yunhyeong, Donghyuk y Chanwoo. Sin embargo, en junio de 2019 B.I abandonó el grupo, el grupo continuó sus actividades con 6 miembros.
Según el director ejecutivo, el nombre del grupo deriva de la intención de convertirse en un 'icono para Corea', de ahí la 'K'. El grupo hizo su debut el 15 de septiembre de 2015, a través del lanzamiento digital de su primer sencillo «My Type» de su primer álbum de estudio Welcome Back. Su primera transmisión en vivo fue el 15 de octubre de 2015, en SBS Inkigayo.
A partir de enero de 2017, el grupo ha vendido más de 280.000 álbumes físicos y más de 1millones de discos digitales.

## Historia

### 2013–2014: Predebut
Previamente el grupo estuvo en formación. En el año 2002, el líder B.I (Kim Han Bin) hizo una presentación en conjunto con el MC Mong, en la canción «Indian Boy». Él también se presentó en Dream Concert de SBS, en el año 2009 e hizo una aparición en el libro de dibujos de Yoo Hee Yeol junto al MC Mong. El miembro, Junhoe, también hizo una presentación en el programa de variedades Star King de KBS. Él también compitió en el programa de supervivencia K-pop Star de KBS en 2011.
El 3 de enero de 2011, B.I y Jinhwan se unieron a YG Entertainment como aprendices, al igual que Bobby una semana después. Los tres entrenaron juntos durante un año y formaron la base de lo que se convertiría en el "Team B". El 18 de abril de 2012, Junhoe y Yunhyeong se unieron al Team B, seguido por Donghyuk como el sexto y último miembro el 5 de noviembre de 2012.
En 2013, B.I, Bobby, Jinhwan, Junhoe, Donghyuk y Yunhyeong compitieron como Team B en el programa de supervivencia de realidad WIN: Who Is Next de Mnet, compitiendo contra otros aprendices en el "Team A" por la oportunidad de debutar como grupo. El programa involucró tres rondas de actuaciones y votación pública, después de lo cual el Team B finalmente perdió contra el Team A, quien debutó como Winner. Durante el programa, el Team B lanzó dos sencillos: «Just Another Boy» y «Climax».
El 9 de noviembre de 2013, los miembros del Team B aparecieron como bailarines de respaldo en el video musical de Taeyang para «Ringa Linga».
En 2014, los miembros Bobby y B.I compitieron en la tercera temporada del concurso de rap Show Me The Money, al mismo tiempo que Mix & Match estaba siendo filmado. Ambos programas se emitieron en Mnet. B.I fue eliminado del Top 8 en el séptimo episodio de la serie, mientras que Bobby se convirtió en el ganador de la temporada. Durante el programa, ambos miembros lanzaron pistas como solistas al éxito del chart nacional; B.I lanzó su propia composición «Be I», que fue la primera vez que una canción lanzada de Show Me The Money llega al top de los charts en Corea, mientras que Bobby lanzó cuatro pistas, «L4L (Lookin' For Luv)», «연결고리#힙합 (YGGR#hiphop)», «가 (GO)» y «가드 올리고 Bounce (Raise Your Guard and Bounce)», que también encabezó varios charts en Corea después del éxito de «Be I».
El 12 y 13 de abril de 2014, el Team B se presentó en el YG Family Japan Tour en el Osaka Kyocera Dome.
En junio de 2014, el Team B apareció en el programa de supervivencia de realidad Mix & Match, un seguimiento de WIN: Who Is Next. El objetivo del programa fue determinar la alineación final de iKON. Mientras que Bobby, B.I, y Jinhwan eran miembros confirmados, los miembros restantes del Team B compitieron contra tres nuevos aprendices; Jung Jin-hyeong y Yang Hong-seok, y Jung Chan-woo, que antes había aparecido en la televisión coreana como actor infantil. Se informó de que 150.000 fanes solicitaron asistir a la presentación final del programa, y antes del anuncio de la alineación oficial de iKON, el servidor del blog de YG Entertainment se colgó. La alineación final contenía los tres miembros restantes del Team B, con la adición de Chanwoo. Tras el éxito del programa, los miembros de iKON celebraron reuniones de aficionados en Corea, Japón y China. En septiembre, aproximadamente 40.000 aficionados japoneses solicitaron 2.000 boletos en una reunión de aficionados en el Osaka Tojima River Forum, mientras que más de 50.000 fanáticos chinos solicitaron su reunión de aficionados en Beijing. El programa se emitió el 29 de diciembre de 2014 en el canal CS en Japón.
El 12 de agosto de 2014, WINNER debutó con el sencillo «Empty», compuesto por B.I y PK, y escrito por B.I, Song Minho y Bobby. El 18 de octubre de 2014, B.I y Bobby aparecieron en la pista de Epik High «Born Hater». B.I creó el riff de la canción a petición del miembro de Epik High DJ Tukutz. B.I y Bobby continuaron participando en los escenarios de «Born Hater» de Epik High en el Mnet Asian Music Awards de 2014 y en el SBS Gayo Daejeon. Bobby también participó en las canciones «Come Here» con los raperos Masta Wu y Dok2 y «I'm Different» de Hi Suhyun, ambos para trazar el éxito.
El 15 de diciembre de 2014, iKON se presentó como acto inaugural en el Japan Dome Tour 2014-2015 X de BIGBANG. El 28 de enero de 2015, Billboard listó al grupo como uno de los "Top 5 de artistas K-Pop para ver en 2015". Eran el único grupo en la lista que todavía debía debutar.

### 2015: Debut yWelcome Back

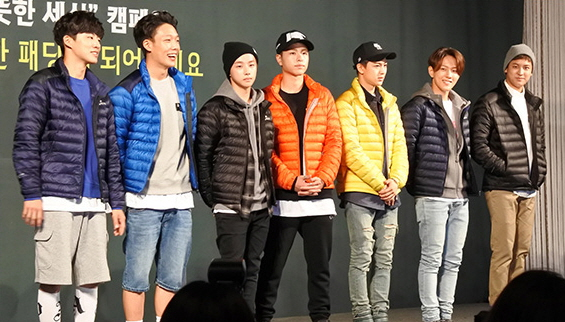
iKon en septiembre de 2015.

Después de varios aplazamientos, el debut oficial de iKON fue anunciado en el sitio web de YG Entertainment para el 15 de septiembre de 2015. Se reveló que el grupo estaría lanzando su álbum debut Welcome Back en dos partes, con 6 de las 12 pistas siendo pistas principales. La primera mitad del álbum, Debut Half Album, debía estrenarse el 1 de octubre, seguido por el Debut Full Album el 2 de noviembre. La lista de canciones para el primer medio álbum fue lanzado el 24 de septiembre. El líder del grupo B.I fue acreditado como el productor y cocompositor de todas las pistas del álbum, con B.I y Bobby contribuyendo a las letras de todas las pistas y el vocalista Junhoe participando en la composición de la canción «Rhythm Ta».
iKON debutó con el 'pre-sencillo' «My Type» fue lanzado con un video musical el 15 de septiembre de 2015. En 24 horas de su lanzamiento, el video musical de «My Type» superó los 1,7 millones de visitas en YouTube. El grupo tomó su primera victoria en programa de música con el sencillo el 26 de septiembre de 2015 en el Music Core de MBC, a pesar de que todavía tenían que hacer su primera aparición oficial en vivo. El 24 de septiembre, «My Type» logró una "triple corona" en el chart de Gaon, habiendo ocupado el puesto número uno en los charts digital, descarga y streaming simultáneamente para la 39.ª semana de 2015. El 18 de septiembre, el sencillo se convirtió en número uno en el chart de video musical de los sitios de música streaming chinos QQ Music y Youku. iKON también fue tendencia en Weibo, donde se fueron buscados 1.3 billones de veces.
El primer álbum de iKON fue lanzado digitalmente el 1 de octubre. El grupo realizó su primer concierto, SHOWTIME, el 3 de octubre en el Seoul Olympic Gymnastics Arena. El espectáculo vendió 13.000 boletos. El concierto tuvo lugar en la sala de conciertos más grande de Corea, sin precedentes para un nuevo grupo de K-pop. SHOWTIME fue transmitido en vivo a través de la V app de Naver y transmitido por más de 500.000 espectadores.
El 4 de octubre, un día después de su concierto debut, el grupo hizo su debut en el SBS Inkigayo con «Rhythm Ta» y «Airplane», recibiendo su tercera victoria en programa de música para «My Type» en persona. El 8 de octubre, ganaron en M!Countdown de Mnet con «Rhythm Ta». De acuerdo con el Gaon Music Charts, iKON encabezó las listas semanales de ventas de álbumes con la primera mitad de Welcome Back para el 4 al 10 de octubre.
Durante octubre, iKON se embarcó en una serie de reuniones de fanes japoneses titulado "iKONTAC" en Tokio, Aichi, Fukuoka y Osaka, a las que asistieron 26.600 fanes. Al final de ese mes, iKON recibió un premio MelOn All-Kill Popularity y había vendido 82.208 copias de Debut Half Album - Welcome Back. El 28 de octubre, se anunció que el lanzamiento del álbum completo se retrasaría hasta el 14 de diciembre, con dos sencillos digitales adicionales lanzados el 16 de noviembre.
Dos sencillos digitales, «Apology» y «Anthem», fueron lanzados el 16 de noviembre. «Apology» tomó el primer lugar en el chart digital de Gaon para la 48.ª semana de 2015. El 24 de diciembre, tres nuevos sencillos, «Dumb & Dumber», «What's Wrong?» y «I Miss You So Bad» fueron puestos en libertad.

### 2016-2017: Debut japonés, Asia & Dome tours y nueva música
El 13 de enero de 2016, el grupo hizo su debut japonés con la versión japonesa de su álbum Welcome Back, el álbum vendió 61.508 copias en su primera semana de lanzamiento, y figuraba en tercer lugar en el chart semanal de Oricon, ganándoles el New Artist Award y Best New Artist Award en el 58th Japan Record Award. Con la edición coreana el álbum vendió más de 100.000 copias en Japón a finales de 2016.
El 17 de marzo de 2016, YG Entertainment anunció que iKON llevaría a cabo su primera gira de Asia iKONCERT 2016: Showtime Tour con fechas en Taiwán, China, Hong Kong, Tailandia, Singapur, Malasia e Indonesia. El 1 de julio, su agencia anunció la segunda gira japonesa de la banda titulada iKON Japan Tour 2016. La gira debía visitar cinco ciudades para un total de 14 conciertos con una asistencia de 150.000 fanes. Posteriormente, la compañía anunció la adición de dos shows que se celebrarían en Tokio debido a más demandas en boletos, aumentando así la asistencia a 176.000 personas de seis ciudades. La finalización de la segunda gira completa marca la asistencia total del concierto de la banda durante su año de debut en 322.000. En el 14 de noviembre, YGEX anunció una segunda etapa de iKON Japan Tour en 2017 debido al éxito de la gira, y visitar el Yokohama Arena por primera vez. Se espera que la segunda jornada atraiga a 120.000 fanes de tres ciudades, para elevar la asistencia a la gira a 296.000 de 25 shows.
El 30 de mayo, el grupo lanzó el sencillo digital «#WYD» (abreviatura de "What You Doing")... La canción debutó en el número tres en el Gaon Digital Chart. El 10 de agosto, se anunció el lanzamiento del primer sencillo japonés Dumb & Dumber de iKON. El sencillo fue lanzado el 28 de septiembre con una versión de CD+DVD y una versión CD. Debutó en el número uno en el Oricon Daily Single Album Chart y en el Oricon Weekly Single Album Chart.
El grupo participó en el programa de supervivencia de baile chino Heroes of Remix a mediados de 2016, junto con PSY como su mentor. Ellos fueron el artista más ganador en el show, ganando tres semanas, y ganando una buena crítica por sus actuaciones. Pero debido al problema de la Terminal de Alta Altitud de Defensa del Área (THAAD), el grupo fue totalmente editado de los últimos episodios de la serie. Sus actividades en el show y gira en China los llevaron a ganar el Grupo Asiático Más Popular de Corea en los China Music Awards, el Mejor Grupo en los Netease Attitude Awards, y el Mejor Nuevo Grupo de Fuerza y Álbum del Año en los QQ Music Awards.
El 11 de febrero de 2017, se anunció que iKON iniciará su primer dome tour, con dos shows programados para estar en el Kyocera Dome y Seibu Prince Dome, con 90.000 fanes esperados. Esto los marca como el grupo más rápido para hacer un concierto en los domos de Japón desde su debut.

### 2018-2019: Se completa la serie New Kids y Salida de B.I
iKON lanzó su segundo álbum de estudio y el segundo de la serie de álbumes de cuatro partes del grupo, titulado Return el 25 de enero de 2018. El sencillo principal, "Love Scenario", se describe como una reacción melosa, aunque relativamente optimista, a la ruptura, con una melodía tortuosa que guía la rítmica pista de baile. Su segundo álbum de estudio contiene 12 temas coescritos o con letras de los miembros B.I. y Bobby. Otros artistas, como Psy, Taeyang, de Big Bang, y Tablo, de Epik High, también participaron en la composición de temas junto a los productores de YG Entertainment, como Choice37 y Teddy Park. "Love Scenario" encabezó la lista Gaon Weekly durante seis semanas, convirtiendo a iKON en el primer artista en lograr este hito. También encabezó la lista digital Gaon del año 2018. El grupo fue nombrado el mejor artista de la primera mitad de 2018 por Genie Music, ya que encabezó la lista musical diaria durante 35 días.
iKON realizará una gira por Asia y visitará ocho ciudades. Supone la segunda gira del grupo por Asia tras su iKONCERT 2016: Showtime Tour, durante la cual realizaron dos años de gira intensiva principalmente en Japón mientras reunían alrededor de 800.000 aficionados. La gira visitará Australia por primera vez, con dos shows en Sídney y Melbourne. iKon completó su serie de álbumes New Kids de cuatro partes con el lanzamiento de su primer y segundo extended play, New Kids: Continue y New Kids: The Final en agosto y octubre de 2018, respectivamente.
El 12 de junio de 2019, B.I anunció su salida del grupo en su cuenta personal de Instagram después de que la agencia de noticias Dispatch desenterrara mensajes de KakaoTalk de tres años antes, en los que describía su intento de comprar marihuana y LSD a una traficante no revelada. También fue acusado de evadir cargos policiales. Como resultado, se rescindió su contrato con YG Entertainment.

### 2020-2021: I Decide y "Kingdom: Legendary War"
iKON lanzó su tercer EP, el 6 de febrero de 2020 llamado i DECIDE, con la canción principal "Dive", la cual debutó en el número 3 en la lista de Gaon Album Chart. Este fue el primer lanzamiento de la banda desde la salida de B.I en 2019.
El 3 de marzo de 2021, iKON regresó con el nuevo sencillo digital "Why Why Why" del cual se lanzaron en su canal de YouTube la versión acústica y la práctica de baile además del MV. A partir de abril de 2021, iKON participó en Kingdom: Legendary War, un programa de competición junto a otros cinco grupos de chicos de K-pop. En la etapa final del programa, el grupo interpretó "At Ease" (열중쉬어), canción que compuesta por Bobby, miembro de iKON y Mino, miembro de Winner. La canción, junto con las de otros participantes en la final, se incluyeron en el EP especial Kingdom <Finale: Who Is the King?>.

### 2022: Lanzamiento de 'Flashback' y salida de YG Entertainment
iKON regresó con su cuarto EP, FLASHBACK, el 3 de mayo de 2022 con la canción principal "But You". El álbum FLASHBACK contiene canciones escritas y compuestas por los miembros: DK y Bobby. En julio, el grupo realizó el iKON Japan Tour 2022 en Kobe y Tokio, donde todos los shows agotaron las entradas. También se presentaron en algunos festivales en Corea, Japón y Los Ángeles, siendo este último performance listado por MTV entre una de los mejores en los dos días de festival KAMP LA.
El 30 de diciembre de 2022, todos los miembros de iKON terminaron su contrato con YG Entertainment después de 7 años.

### 2023-presente: Contrato con 143 Entertainment
El 1 de enero de 2023, todos los miembros de iKON han firmado con la agencia 143 Entertainment y planean lanzar un nuevo álbum en abril, además de futuras actividades globales. El 7 de marzo de 2023, 143 Entertainment anunció que iKon se embarcaría en una gira mundial, 2023 iKon World Tour "Take Off", con actuaciones en varios países de Asia, Europa y América del Norte. El 18 de abril de 2023, se confirmó que el tercer álbum de estudio de iKON, Take Off, saldría a la venta el 4 de mayo.
Después de un lanzamiento en solitario de Bobby con dos canciones, el 25 de abril de 2023 fue liberado el pre-sencillo "TANTARA" que se desprende como parte de su 4.º full álbum "TAKE OFF" que estaría disponible el 5 de mayo del mismo año. "TANTARA" es una canción de género hip-hop que trae de regreso los sonidos del hip-hop coreano de los 90's y mezcla el rap poderoso de Bobby con las melodiosas voces de todos los miembros. La canción está principalmente producida por el main dancer del grupo DK (Kim Donghyuk) quien participó en la creación de la letra, la composición y en los arreglos, siendo esta la primera vez que un miembro de iKON se acredita en los arreglos de una de sus canciones grupales. En la acreditación también se encuentra el productor MinorMilo y el rapero principal del grupo, Bobby.

## Miembros
| Miembros         | Miembros         | Miembros             | Miembros             | Miembros                          | Miembros                                                                 | Miembros                        |
| Nombre artístico | Nombre artístico | Nombre de nacimiento | Nombre de nacimiento | Fecha de nacimiento               | Posición                                                                 | Lugar de nacimiento             |
| Romanización     | Hangul           | Romanización         | Hangul               | Fecha de nacimiento               | Posición                                                                 | Lugar de nacimiento             |
| ---------------- | ---------------- | -------------------- | -------------------- | --------------------------------- | ------------------------------------------------------------------------ | ------------------------------- |
| Jay              | 진환             | Kim Jin-hwan         | 김진환               | 7 de febrero de 1994 (31 años)    | Líder (2019-actualidad), vocalista principal, bailarín principal, centro | Jeju, Corea del Sur             |
| Song             | 윤형             | Song Yun-hyeong      | 송윤형               | 8 de febrero de 1995 (30 años)    | Vocalista, visual, centro                                                | Hanam, Gyeonggi, Corea del Sur  |
| Bobby            | 바비             | Kim Ji-won           | 김지원               | 21 de diciembre de 1995 (29 años) | Rapero principal, vocalista, rostro del grupo                            | Seúl, Corea del Sur             |
| DK               | 동혁             | Kim Dong-hyuk        | 김동혁               | 3 de enero de 1997 (28 años)      | Bailarín principal, vocalista, sub-rapero                                | Seúl, Corea del Sur             |
| Ju-ne            | 준회             | Koo Jun-hoe          | 구준회               | 31 de marzo de 1997 (28 años)     | Vocalista principal, bailarín                                            | Seúl, Corea del Sur             |
| Chan             | 찬우             | Jung Chan-woo        | 정찬우               | 26 de enero de 1998 (27 años)     | Vocalista, visual, maknae                                                | Yongin, Gyeonggi, Corea del Sur |
| Antiguo miembro  |                  |                      |                      |                                   |                                                                          |                                 |
| B.I              | 비아이           | Kim Han-bin          | 김한빈               | 22 de octubre de 1996 (28 años)   | Líder (2015-2019), rapero, bailarín principal                            | Goyang, Gyeonggi, Corea del Sur |

## Discografía
| Álbum de estudio - Welcome Back (2015) - Return (2018) - 'I Decide' (2020) - 'Flashback' (2022) - 'Take Off' (2023) Miniálbum - New Kids: Continue (2018) - New Kids: The Final (2018) Sencillo Álbum - New Kids: Begin (2017) Sencillos digitales - #WYD (2016) - Why Why Why (2021) Sencillo especial - PANORAMA (2023) | Sencillos - Dumb & Dumber (2016). - "Your voice" (2022) Álbum de recopilación - iKON Single Collection (2016). - The New Kids (2019). |

## Giras
- iKONCERT: Showtime Tour (2016)
- Japan Tour (2016–17)
- Japan Dome Tour (2017)
- Xmas Live (2017)
- Japan Tour (2018)
- iKON "Continue" Tour (2018-19)
- iKON Japan Tour 2020
- iKON Japan Tour 'FLASHBACK' (2022)
- 1ST WORLD TOUR "TAKE OFF" (2023)
- iKON LIMITED TOUR - GET BACK (2024)

### Giras en conjunto
- YG Family – YG Family 2014 World Tour: Power (como Team B) (2014)

### Acto de apertura
- BIGBANG Japan Dome Tour X (2014–15)

## Filmografía
- WIN: WHO IS NEXT? (2012, Mnet)
- Mix & Match (2014, Mnet)
- Heroes of Remix (2016, JSTV)
- iKON Idol School Trip (2017, JTBC)[66]
- iKON TV (2018, YouTube & JTBC)[67]
- iKON Heart Racing Youth Trip Hawái(20 18, Olleh TV)
- YG Future Strategy Office (2018, Netflix)
- Kingdom: Legendary War (2021, Mnet)
- iKON's type: One Summer Night (2021, Wavve)[68][69]
- iKON ON AIR (2022, YouTube)[70]
- Indonesian Next Big Star (2022, Jay y DK como jueces, RCTI+)[71][72]
- Indonesian Next Big Star (2023, DK y BOBBY como jueces, RCTI+)